# Lola LC89
A Lola LC89 egy Formula–1-es versenyautó, amelyet a Lola Cars tervezett a Larrousse csapat számára, amely az 1989-es Formula–1 világbajnokság során versenyeztette, valamint az 1990-es bajnokság első két futamán. Az autókat 1989-ben először Yannick Dalmas és Philippe Alliot vezette, majd az előbbit váltó Éric Bernard és Michele Alboreto, 1990-ben pedig Bernard és Szuzuki Aguri.

## Áttekintés
A csapat exkluzív megállapodást kötött a Lamborghinivel, amely mint motorgyártó, a saját V12-es erőforrásait biztosította a számukra. Ezeket a motorokat a Ferrari korábbi mérnöke, Mauro Forghieri tervezte, és bár nem voltak gyengének mondhatók, a megbízhatóságukkal rengeteg probléma akadt. Maga az autó aerodinamikailag jó konstrukció volt, így megvolt benne az a potenciál, amit sajnos nem tudtak kiaknázni. Mindössze egyetlen alkalommal szereztek vele pontot, azt is Alliot az 1989-es spanyol nagydíjon. Dalmasnak a kvalifikálás se jött össze több alkalommal, ezért megváltak tőle. A csapatnak háromszor a prekvalifikáció sem sikerült. Alboreto a magyar nagydíjon ráhajtott egy huplira, és emiatt balesetet szenvedett, és eltört az egyik bordája.
A relatíve sikertelen autót 1990-ben az LC90-es modell váltotta le.

## Eredmények
| Év   | Entrant             | Kasztni | Motor            | Gumik | Pilóták          | 1   | 2   | 3   | 4   | 5   | 6   | 7   | 8   | 9   | 10  | 11  | 12  | 13  | 14  | 15  | 16  | Pontok | Helyezés |
| ---- | ------------------- | ------- | ---------------- | ----- | ---------------- | --- | --- | --- | --- | --- | --- | --- | --- | --- | --- | --- | --- | --- | --- | --- | --- | ------ | -------- |
| 1989 | Larrousse & Calmels | LC89    | Lamborghini 3512 | G     |                  | BRA | SMR | MON | MEX | USA | CAN | FRA | GBR | GER | HUN | BEL | ITA | POR | ESP | JPN | AUS | 1      | 16.      |
| 1989 | Larrousse & Calmels | LC89    | Lamborghini 3512 | G     | Philippe Alliot  |     | KI  | KI  | NR  | KI  | KI  | KI  | KI  | KI  | NPK | 16  | KI  | 9   | 6   | KI  | KI  | 1      | 16.      |
| 1989 | Larrousse & Calmels | LC89    | Lamborghini 3512 | G     | Yannick Dalmas   |     | KI  | NK  | NK  | NK  | NK  |     |     |     |     |     |     |     |     |     |     | 1      | 16.      |
| 1989 | Larrousse & Calmels | LC89    | Lamborghini 3512 | G     | Éric Bernard     |     |     |     |     |     |     | 11  | KI  |     |     |     |     |     |     |     |     | 1      | 16.      |
| 1989 | Larrousse & Calmels | LC89    | Lamborghini 3512 | G     | Michele Alboreto |     |     |     |     |     |     |     |     | KI  | KI  | KI  | KI  | 11  | NPK | NK  | NPK | 1      | 16.      |
| 1990 | ESPO Larrousse F1   | LC89B   | Lamborghini 3512 | G     |                  | USA | BRA | SMR | MON | CAN | MEX | FRA | GBR | GER | HUN | BEL | ITA | POR | ESP | JPN | AUS | 11*    | 6.       |
| 1990 | ESPO Larrousse F1   | LC89B   | Lamborghini 3512 | G     | Éric Bernard     | 8   | KI  |     |     |     |     |     |     |     |     |     |     |     |     |     |     | 11*    | 6.       |
| 1990 | ESPO Larrousse F1   | LC89B   | Lamborghini 3512 | G     | Szuzuki Aguri    | KI  | KI  |     |     |     |     |     |     |     |     |     |     |     |     |     |     | 11*    | 6.       |

* Minden pontot a Lola LC90-essel szereztek.

## Forráshivatkozások
1. ↑  A Larrousse-sztori… (magyar nyelven). Napi F1 sztori, 2020. április 9. (Hozzáférés: 2024. november 18.)